# Astragalus rafaelensis
Astragalus rafaelensis är en ärtväxtart som beskrevs av Marcus Eugene Jones. Astragalus rafaelensis ingår i släktet vedlar, och familjen ärtväxter. Inga underarter finns listade i Catalogue of Life.